# Schwein
Schwein — интернациональная супер-группа, образованная в 2001 году, участниками которой были  Ацуси Сакураи (BUCK-TICK),  Хисаси Имаи (BUCK-TICK), Реймонд Уоттс (PIG) и Саша Конецко (KMFDM).

## Состав
Ацуси Сакураи (яп. 櫻井 敦司 Сакураи Ацуси) — вокал 

Хисаси Имаи (яп. 今井 寿 Имаи Хисаси) — гитара, шумовые эффекты 

Рэймонд Уоттс (англ. Raymond Watts) — вокал, программирование, гитара  

Саша Конецко (нем. Sascha Konietzko) — вокал, программирование

## История
Сакураи Ацуси и Имаи Хисаси работали совместно с Реймондом еще с 90-х годов. Ацуси и Хисаси участвовали в записи альбомов PIG, Реймонд создал ремикс «Thanatos -the japanic pig mix-» для сингла Buck-Tick «Sasayaki», также он был участником проекта Имаи и Маки Фудзии «SCHAFT», открывал для Buck-Tick выступления тура Energy Void Tour в 1999 году.
Работая с  музыкантами разных стран, Реймонд хотел создать совместный проект, который бы разрушил границы между американскими, европейскими, японскими музыкантами и объединил бы их во что-то новое. Он предложил эту идею Ацуси и Хисаси.  Также он пригласил для участия в проекте Сашу Конецко (KMFDM), с которым они были знакомы уже довольно давно и также работали вместе. Реймонд был участником группы KMFDM, музыканты KMFDM принимали участие в записи альбомов PIG.
В конце 2000 года участники группы начали писать песни для альбома, а в начале 2001 года они собрались в Токио и приступили к записи. 9 мая 2001 года альбом вышел в Японии под лейблом BMG Funhouse.

Альбом называется «Schweinstein»… он представляет разные части, как… Франкенштейн… монстр Франкенштейна, в котором немного этого, немного того, немного этого, немного того. Таким образом, «Schweinstein» — это представление… этого смешения. Различных людей, различных культур, различных музыкальных культур, различных языков, различных подходов. Чтобы создать нового монстра. 
 Реймонд Уоттс
Оригинальный текст (англ.)The album is called «Schweinstein»… this basically represents the different parts like… Frankenstein… the Frankenstein monster with a little bit of this, a little bit of that, a little bit of this, a little bit of that. So, «Schweinstein» is a representation of… this mélange. Of different people, different cultures, different musical cultures, different languages, different approaches. To create this new monster. 
 Raymond Watts

Также в работе над альбомом принимали участие:
Лючия Чифарелли (Lucia Cifarelli) — вокал 

Джулс Ходжсон (Jules Hodgson) — гитара 

Крис Игнатиу (Chris Ignatiou) — гитара 

Джулиан Бистон (Julian Beeston) — дополнительное программирование 

Кадзутоси Ёкояма (яп. 横山和俊 Ёкояма Кадзутоси) — синтезатор и дополнительное программирование
После выпуска альбома, в июне 2001 года, группа отправилась в тур «Schwein Fest» по Японии, без Саши. Во время тура исполняли песни Schwein, Buck-Tick, SCHAFT и KMFDM vs PIG.
Участники тура:
Ацуси Сакураи — вокал 

Хисаси Имаи — гитары, шумовые эффекты 

Реймонд Уоттс — вокал, гитары 

Брайан Блэк (Bryan Black) — клавишные 

Эндрю Сэлуэй (Andrew Selway) — ударные 

Джулс Ходжсон — гитары 

Арианна Шрайбер (Arianne Schreiber) — бэк-вокал
А в сентябре этого же года вышел альбом ремиксов «Son of Schweinstein». Над созданием ремиксов к этому альбому работали Ken Ishii — японский техно-диджей, автор музыки для церемонии открытия Зимних Олимпийских игр в Нагано в 1998 году, Чарли Клаузер (англ. Charlie Clouser), который также работал с Nine Inch Nails, Marilyn Manson, Rammstein, британский музыкант Mekon и другие.  Также после тура была издана фотокнига «Schwein Fest Japan Tour 2001». Видео релизов у Schwein не было, но был снят видеоклип на песню «You’re my disease», который был включен в альбом «Son of Schweinstein» в качестве бонуса.

## Дискография

### Schweinstein
Студийный альбом 

Дата выхода: 9 мая 2001 года 

Лейбл: BMG Funhouse 

Формат: CD, промо-кассета (BVCP-24003)
| №     | Название песни     | Слова                                      | Музыка                       |
| ----- | ------------------ | ------------------------------------------ | ---------------------------- |
| 1     | You're my disease  | Саша Конецко/Ацуси Сакураи/Лючия Чифарелли | Саша Конецко/Лючия Чифарелли |
| 2     | Crown              | Реймонд Уоттс                              | Хисаси Имаи                  |
| 3     | Spank The Monkey   | Реймонд Уоттс/Ацуси Сакураи                | Реймонд Уоттс                |
| 4     | Lard, Lips, Liquor | Реймонд Уоттс/Ацуси Сакураи/Саша Конецко   | Реймонд Уоттс                |
| 5     | Porno              | Ацуси Сакураи                              | Саша Конецко/Лючия Чифарелли |
| 6     | Organzola          | Реймонд Уоттс/Ацуси Сакураи                | Саша Конецко                 |
| 7     | Schwein            | Саша Конецко/Ацуси Сакураи                 | Саша Конецко                 |
| 8     | World's Junk       | Реймонд Уоттс                              | Хисаси Имаи                  |
| 9     | Slip               | Реймонд Уоттс/Ацуси Сакураи                | Хисаси Имаи                  |
| 10    | Fantasia           | Реймонд Уоттс/Ацуси Сакураи                | Реймонд Уоттс                |
| бонус | My Sanctuary       | Реймонд Уоттс/Ацуси Сакураи                | Реймонд Уоттс                |

«My Sanctuary» — переработанная песня PIG.

### Son of Schweinstein Sampler
Промосингл

Формат: LP (12"), ограниченное издание (PTS-3005) 

Лейбл: BMG
| №  | Название песни                    | Ремикс                         |
| -- | --------------------------------- | ------------------------------ |
| А1 | You're my disease (Ken Ishii Mix) | Ken Ishii                      |
| А2 | Organzola (Main Mix)              | Чарли Клаузер                  |
| В1 | Lard, Lips, Liquor (Shadows)      | Хисаси Имаи и Кадзутоси Ёкояма |
| В2 | Slip (Mekon Mix)                  | Mekon                          |

### Son of Schweinstein
Альбом ремиксов 

Дата выхода: 5 сентября 2001 года 

Лейбл: BMG, BMG Funhouse 

Формат: CD, промокассета (BVCP-21213)
| № | Название песни                               | Ремикс                         |
| - | -------------------------------------------- | ------------------------------ |
| 1 | You're my disease (Ken Ishii Mix)            | Ken Ishii                      |
| 2 | Organzola (Main Mix)                         | Чарли Клаузер                  |
| 3 | Lard, Lips, Liquor (Shadows)                 | Хисаси Имаи и Кадзутоси Ёкояма |
| 4 | Fantasia (Kosh & Carry PIG Mix)              | Реймонд Уоттс                  |
| 5 | Porno (Strip Down Dub)                       | haloblack                      |
| 6 | Spank The Monkey (Can't Save Shant Save Mix) | One True Parker                |
| 7 | World's Junk (R.K.Mix)                       | Рассел Кёрни                   |
| 8 | Slip (Mekon Mix)                             | Mekon                          |
| 9 | Organzola (Dub Mix)                          | Чарли Клаузер                  |

В качестве бонуса к этому альбому было добавлено видео «You're my disease».